# Nadia Björlin
Nadia Björlin, född 2 augusti 1980 i Newport i Rhode Island i USA, är en amerikansk skådespelerska av svensk och iransk härkomst. Hon är dotter till kompositören Ulf Björlin och hans andra maka Fary. Under sina första levnadsår bodde hon i Sverige tills familjen flyttade tillbaka till USA när Björlin var sju år gammal.
Björlin är känd från serien Våra bästa år och blev utsedd till Sveriges sexigaste kvinna 2002 av tidningen Slitz. Hon är även utbildad operasångerska och fick rollen som Chloe Lane i Våra bästa år då NBC sökte en "mystisk operasångerska" till serien.

## Filmografi
- 1999–2023 – Våra bästa år (TV-serie)
- 2004 – Complete Savages (TV)
- 2005 – Sex, Love & Secrets (TV)
- 2007 – If I Had Known I Was a Genius
- 2007 – Redline
- 2009–2017 – Venice The Series (TV)
- 2010 – 2 1/2 män (TV-serie) (1 avsnitt)
- 2010 – NCIS (TV-serie) (1 avsnitt)
- 2012 – CSI: Crime Scene Investigation (TV-serie) (1 avsnitt)
- 2013 – 2 panka tjejer (TV-serie) (1 avsnitt)
- 2013 – Anger Management (TV-serie) (1 avsnitt)
- 2019–2020 – Days of Our Lives' Last Blast Reunion (TV)
- 2020 – Beacon Hill (TV)
- 2022 – Nothing Is Impossible